# Aulohalaelurus kanakorum
Aulohalaelurus kanakorum is een vissensoort uit de familie van de Atelomycteridae. De wetenschappelijke naam van de soort werd voor het eerst geldig gepubliceerd in 1990 door de Franse mariene bioloog Bernard Séret.